# Ємченко Олександр Петрович
Олекса́ндр Петро́вич Є́мченко (нар. 1 серпня 1945, Новокам'янка, СРСР — пом. 31 жовтня 2002) — український письменник.

## Життєпис
Олександр Ємченко народився у селі Новокам'янка Куйбишевського району Запорізької області. За рік після закінчення середньої школи вступив на відділ журналістики загальнонаукового факультету Бердянського педагогічного інституту. Після двох років навчання перевівся на факультет журналістики Київського державного університету, який закінчив заочно у 1969 році. Після закінчення виконував обов'язки літпрацівника, згодом працював завідувачем відділу обласної газети «Комсомолець Запоріжжя», референтом Бюро міжнародного молодіжного туризму «Супутник», завідувачем відділу журналу «Наука і суспільство», редактором науково-художньої літератури видавництва «Веселка».
У середині 90-х років XX сторіччя Олександр Ємченко вів астрологічну колонку в журналі «Наука-Фантастика». Є автором низки документальних книг, серед яких науково-популярна трилогія «Біографи голубої планети», присвячена великим мандрівникам минулого; фотопутівник «Киев: скрижали бессмертия» (укр. Київ: скрижалі безсмертя); збірка оповідей про представників тваринного світу України в розрізі їх видатних здібностей «Знак бронтозавра, або Майже за Гінесом» тощо.
Одним з найвідоміших творів Ємченка стала збірка етюдів «Піраміда Сонця», заснована на міфологічних, історичних та наукових знаннях про планети Сонячної системи (за виключенням Землі). Окрім науково-документальних творів до збірки увійшло також кілька фантастичних оповідань. Ця збірка стала першою частиною трилогії космологічної тематики, до якої увійшли також книга про астрологію і хіромантію «Магія небесних сфер» та науково-популярне дослідження «Життя у сні».